# Benevolence (album)
Benevolence – album studyjny Deutsch Nepal, wydany w 1993 roku przez wytwórnię Cold Meat Industry.

## Lista utworów
1. "Impassive Metal Sex" - 10:09
2. "Angel Impact" - 5:35
3. "The Fire Within My Cold Heart" - 12:31
4. "Benevolence (Of the Fittest God)" - 7:29
5. "Entrance (Part II)" - 2:55
6. "Carrions Still Walkin'" - 4:25
7. "Mantra" - 7:34